# ألين دبليو. وود
ألين دبليو. وود (بالإنجليزية: Allen W. Wood)‏ هو فيلسوف أمريكي، ولد في 1942 في سياتل في الولايات المتحدة.